# Matthews (North Carolina)
Matthews ist eine Kleinstadt (Town) im Mecklenburg County des US-Bundesstaates North Carolina. Das U.S. Census Bureau hat bei der Volkszählung 2020 eine Einwohnerzahl von 29.435 ermittelt. Matthews ist Teil der Metropolregion Charlotte und eine Vorstadt.

## Geschichte
Im frühen 19. Jahrhundert wurde die frühe Siedlung, aus der später Matthews werden sollte, inoffiziell Stumptown genannt, wegen der vielen Baumstümpfe, die beim Bau von Baumwollfarmen übrig geblieben waren. Der Name der Gemeinde wurde später in Fullwood geändert, benannt nach dem ernannten Postmeister John Miles Fullwood. Die Ansiedlung eines Sägewerks und die Baumwoll- und Holzindustrie halfen Fullwood, sich zu einer Stadt zu entwickeln. Bevor der erste Zug am 15. Dezember 1874 eintraf, diente Fullwood als Postkutschenhaltestelle zwischen Charlotte und Monroe. Die Stadt wurde 1879 als eine Town gegründet und in Matthews umbenannt, nach Edward Matthews, einem prominenten Einwohner und Direktor der Central Carolina Railroad.

## Demografie
Nach der Schätzung von 2019 leben in Matthews 33.138 Menschen. Die Bevölkerung teilte sich im selben Jahr auf in 78,9 % Weiße, 10,1 % Afroamerikaner, 0,4 % amerikanische Ureinwohner, 4,1 % Asiaten und 3,0 % mit zwei oder mehr Ethnizitäten. Hispanics oder Latinos aller Ethnien machten 7,9 % der Bevölkerung aus. Das mittlere Haushaltseinkommen lag bei 84.594 US-Dollar und die Armutsquote bei 6,1 %.

## Partnerstädte
- Sainte-Maxime, Frankreich